# Skalar (fizyka)
Wielkość skalarna, skalar – wielkość fizyczna opisywana skalarem w sensie matematycznym; do jej określenia wystarczy jedna liczba rzeczywista wraz z wymiarem wielkości fizycznej (mogą być też bezwymiarowe), np. długość, pole powierzchni, objętość, temperatura, gęstość, potencjał pola elektrostatycznego lub grawitacyjnego, praca.
Czasem definicja skalara jest węższa – dodaje się warunek niezmienniczości przy odbiciach układu współrzędnych, tj. niezależności od jego orientacji; wielkości liczbowe niespełniające tego warunku są zwane pseudoskalarami. Ich przykłady to strumień indukcji magnetycznej.
Skalarami nie są np. wielkości wektorowe, wymagające opisu przez układ współrzędnych z więcej niż jednym wymiarem. Skalar jest tensorem rzędu zerowego.